# Алексеев, Николай Николаевич (прозаик)
Николай Николаевич Алексеев (1871—1905) — русский писатель.

## Биография
Из дворян Петербургской губернии. Сын штабс-капитана. Окончил петербургскую Введенскую гимназию. Окончил юридический факультет Императорского Санкт-Петербургского университета (1893—1898 ― прослушал полный курс наук, но диплома не получил). В юности был репетитором, в частности, учил детей И. И. Ясинского. Всю жизнь бедствовал, перебивался литературной подёнщиной, которая привела его к нервному перенапряжению. Алексеев кончил жизнь самоубийством.
В 1896 году опубликовал первую повесть «Среди бед и напастей» в газете «Биржевые ведомости». В дальнейшем печатался в журналах «Живописное обозрение», «Беседа», «Исторический вестник», «Новый мир», «Литературные вечера „Нового мира“», «Русский паломник», газете «Петербургский листок» и др. Автор многочисленных, главным образом исторических рассказов, очерков, повестей, романов. В освещении событий разных периодов русской истории очевидна православно-монархическая позиция Алексеева. В его произведениях, написанных всегда «наспех», «под аванс», исторический материал зачастую служит лишь фоном для повторяющихся мелодраматических сюжетных линий: романы «Татарский отпрыск» (1896), «Среди бед» (1897), «Розы и тернии» (1898), «Лжецаревич» (1899), «Заморский выходец» (1900), «В грозу народную» (1902), повести «Федосеевский владыка» (1903), «Огневой еретик» (1905) и др.